# フナート・ホトケーヴィチ

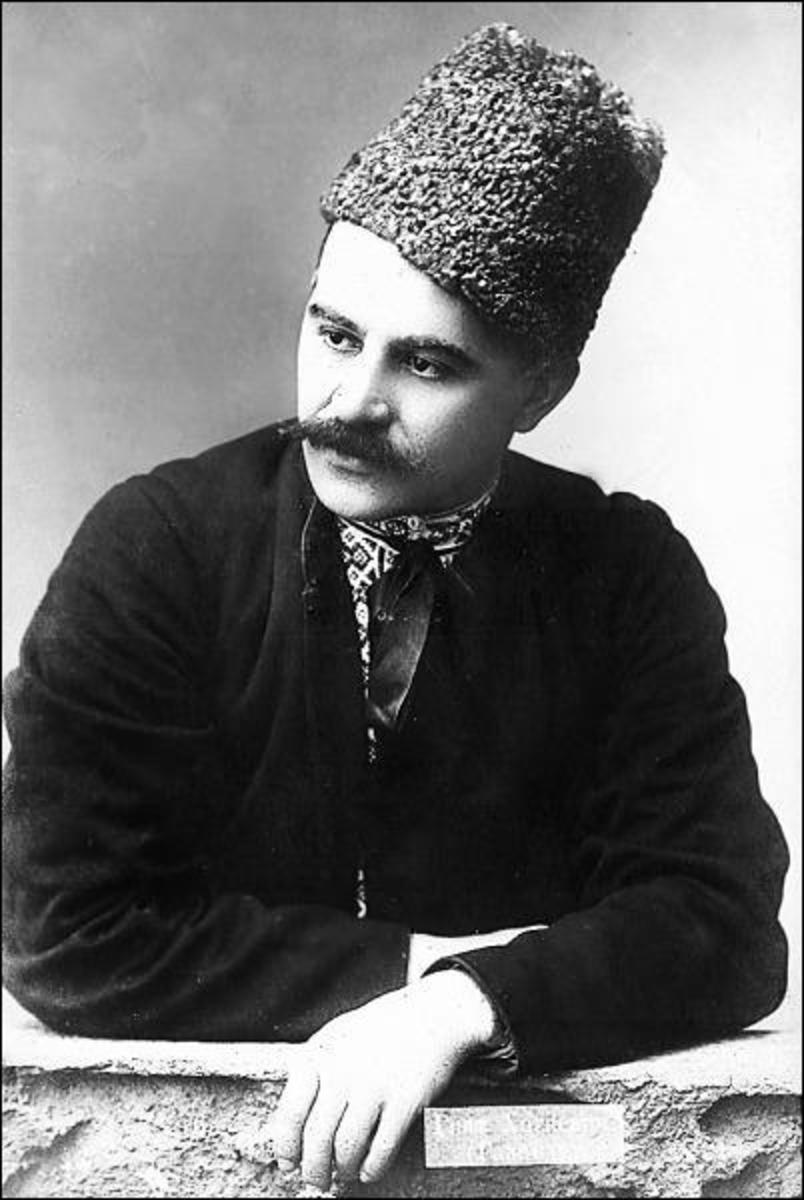
フナート・ホトケーヴィチ

フナート・マルティーノヴィチ・ホトケーヴィチ（ウクライナ語: Гнат Мартинович Хоткевич, 英語: Gnat Khotkevich / Hnat Khotkevych、1877年12月31日 - 1938年9月8日）は、ウクライナの作家、バンドゥーラ奏者、作曲家、民族誌学者、演劇学者、教育者。ホトケーヴィチは、ウクライナの文化復興運動において重要な役割を果たし、ウクライナの楽器であるバンドゥーラの普及と発展に大きく貢献した。
ホトケーヴィチはソ連の大粛清の際、ウクライナの「銃殺されたルネッサンス」の他の多くのメンバーと同様に、KGBによって銃殺された。

## 生涯

### 幼少期と学生時代

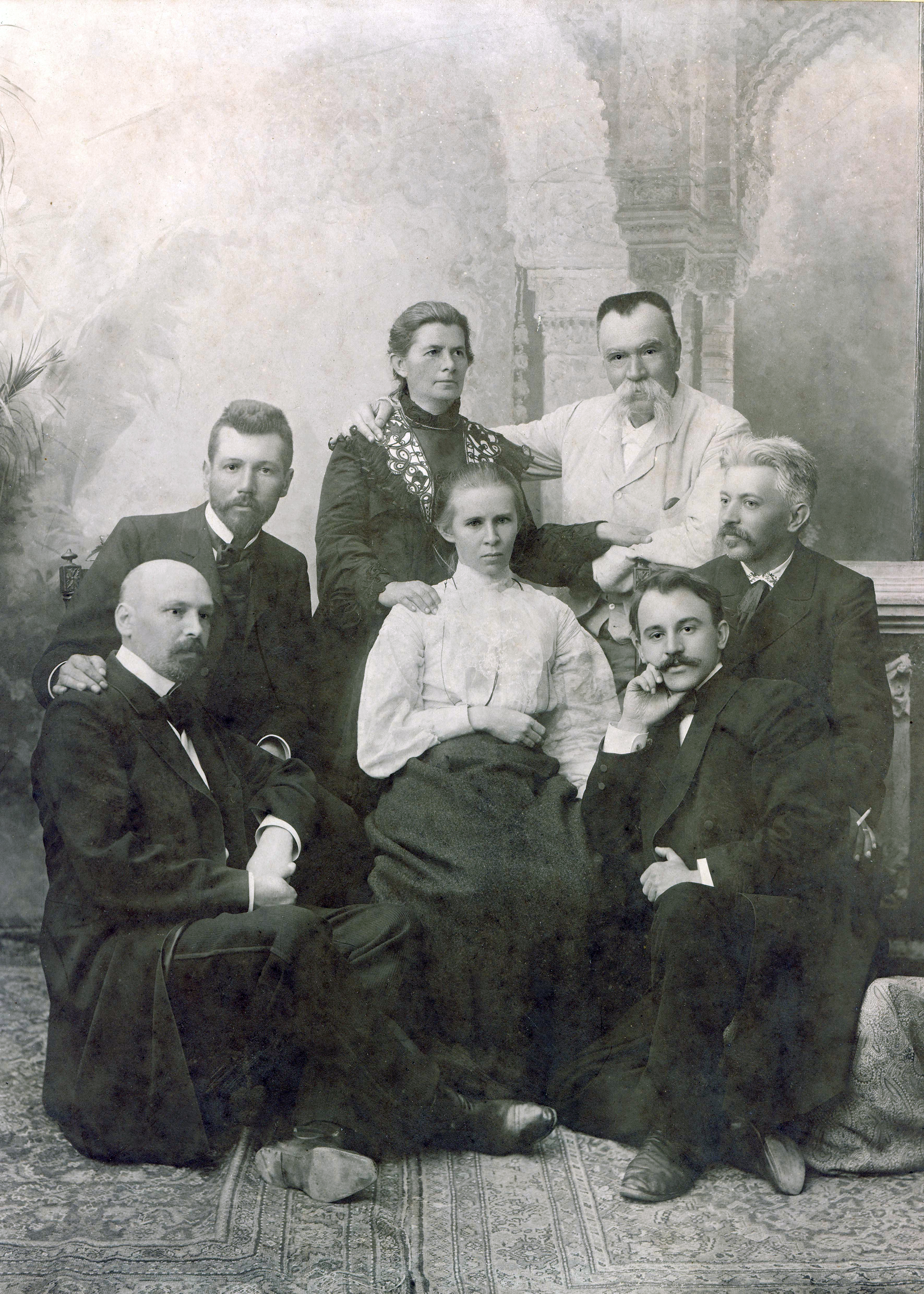
1903年、ポルタヴァ市に集まったウクライナの作家のメンバー。左からミハイロ・コチュビンスキー、ヴァシル・ステファニク、オレーナ・プチールカ、レーシャ・ウクライーンカ、ミハイロ・スタリツキー、フナート・ホトケーヴィチなど

ホトケーヴィチは、1877年12月31日、ロシア帝国（現在のウクライナ）ハルキウ州のハルキウ近郊の村で生まれた。幼いころから音楽の才能を示し、バンドゥーラを習い始めた。ホトケーヴィチはハルキウの音楽学校で学び、その後、モスクワ音楽院で作曲と指揮を学んだ。

### 音楽
ホトケーヴィチは優れたバンドゥーラ奏者であり、作曲家であった。ウクライナの伝統音楽をもとに、バンドゥーラのための作品を数多く作曲した。ホトケーヴィチの作品はウクライナの人々に広く愛され、今日でも演奏されている。
ホトケーヴィチはまたバンドゥーラの改良にも取り組み、より演奏しやすい楽器を開発した。ウクライナの各地でバンドゥーラの演奏旅行を行い、ウクライナの伝統音楽の普及に努めた。

### 文学
音楽活動に加えて、ホトケーヴィチは作家としても活動した。ホトケーヴィチは小説や短編小説、戯曲やエッセイなど、幅広いジャンルの作品を書いた。その作品はしばしばウクライナの農民の生活やウクライナの文化を描いたものであった。

### 弾圧と死
1930年代、ホトケーヴィチはソビエト当局から「民族主義者」として告発されて弾圧を受け、1938年9月8日にソ連の強制収容所で亡くなった。

## 後世への影響
ホトケーヴィチは、ウクライナの文化に多大な貢献をした人物として広く認められている。ホトケーヴィチの音楽と文学作品はウクライナの人々に愛され続けており、その名前はウクライナの多くの音楽学校や通りに冠されている。